# The Hamilton Mixtape
The Hamilton Mixtape é uma mixtape com canções do musical de 2015 Hamilton, interpretadas por vários artistas. Lançado a 2 de dezembro de 2016, através da Atlantic Records, o disco estreou na primeira posição da tabela musical Billboard 200 com 187 mil unidades vendidas na semana de estreia.

## Desempenho nas tabelas musicais

### Posições
| Tabela musical (2016)                         | Melhor posição |
| --------------------------------------------- | -------------- |
| Austrália - ARIA Albums Chart                 | 26             |
| Canadá - Canadian Albums                      | 9              |
| Estados Unidos - Billboard 200                | 1              |
| Estados Unidos - Billboard R&B/Hip-Hop Albums | 1              |
| Nova Zelândia - NZ Top 40 Albums              | 29             |

## Faixas
| N.º | Título                             | Artist                                                     | Duração |  |
| 1.  | "No John Trumbull (Intro)"         | The Roots                                                  | 0:46    |  |
| 2.  | "My Shot" (Rise Up Remix)          | The Roots featuring Busta Rhymes, Joell Ortiz & Nate Ruess | 4:31    |  |
| 3.  | "Wrote My Way Out"                 | Nas, Dave East, Lin-Manuel Miranda & Aloe Blacc            | 4:21    |  |
| 4.  | "Wait for It"                      | Usher                                                      | 3:28    |  |
| 5.  | "An Open Letter (Interlude)"       | George Watsky featuring Shockwave                          | 1:08    |  |
| 6.  | "Satisfied"                        | Sia featuring Miguel & Queen Latifah                       | 5:18    |  |
| 7.  | "Dear Theodosia"                   | Regina Spektor featuring Ben Folds                         | 2:25    |  |
| 8.  | "Valley Forge" (demo)              | Lin-Manuel Miranda                                         | 2:46    |  |
| 9.  | "It's Quiet Uptown"                | Kelly Clarkson                                             | 4:37    |  |
| 10. | "That Would Be Enough"             | Alicia Keys                                                | 4:04    |  |
| 11. | "Immigrants (We Get The Job Done)" | K'naan, Snow Tha Product, Riz MC & Residente               | 4:41    |  |
| 12. | "You'll Be Back"                   | Jimmy Fallon & The Roots                                   | 4:10    |  |
| 13. | "Helpless"                         | Ashanti featuring Ja Rule                                  | 3:35    |  |
| 14. | "Take a Break (Interlude)"         | !llmind                                                    | 0:48    |  |
| 15. | "Say Yes to This"                  | Jill Scott                                                 | 3:50    |  |
| 16. | "Congratulations"                  | Dessa                                                      | 2:11    |  |
| 17. | "Burn"                             | Andra Day                                                  | 3:39    |  |
| 18. | "Stay Alive (Interlude)"           | J.PERIOD & Stro Elliot                                     | 0:33    |  |
| 19. | "Cabinet Battle 3" (demo)          | Lin-Manuel Miranda                                         | 2:49    |  |
| 20. | "Washingtons by Your Side"         | Wiz Khalifa                                                | 2:55    |  |
| 21. | "History Has Its Eyes on You"      | John Legend                                                | 3:16    |  |
| 22. | "Who Tells Your Story"             | The Roots featuring Common & Ingrid Michaelson             | 4:13    |  |
| 23. | "Dear Theodosia (Reprise)"         | Chance the Rapper & Francis and the Lights                 | 3:39    |  |